# 朴定陽
朴 定陽（パク・チョンヤン、朝: 박정양、1842年2月4日（1841年旧暦12月24日） - 1905年12月15日（旧暦11月19日）は、李氏朝鮮の政治家。本貫は潘南朴氏。字は致中、号は竹泉、諡号は文翼公。朋党政治においては老論派に属した。

## 生涯
1866年に科挙の文科に及第し、1873年に正三品に昇進し、承政院承旨を経て、1874年には慶尚左道暗行御史に任命され、東萊府において大院君政権における対日外交の阻隔を調査し、復命した後は、1879年に従二品に昇進し、刑曹参判などを歴任した。1881年に「紳士遊覧団」の一員として日本を視察し、内務省や農商務省の事務に関する報告書を提出し、経理統理機務衙門事に任命され、開国政策を推進した。その一方で、吏曹参判、都承旨、議政府有司堂上、協弁（次席）軍国事務、協弁（次席）交渉通商事務、機器局摠弁などを歴任した。
1887年6月には駐箚アメリカ合衆国公使に任命されたが、清の干渉に遭い、朝鮮公使は清国公使の下位にあることを示す3つの条件を提示された。同年10月に仁川港から太平洋航路で出発し、翌月にワシントンに到達した。清の要求では、在米清国公使に面会し、アメリカ国務省に同行することとなっていたが、朴定陽はこれを無視して単独で訪問し、グロバー・クリーブランド大統領に国書を捧呈した。このため駐箚朝鮮総理交渉通商事宜の袁世凱は朝鮮政府を激しく詰責した。
1889年に帰国、1891年に正二品に昇進し、戸曹判書となり、1892年に従一品に昇進した。また軍国機務処会議員、学務衙門大臣として甲午改革の重要な担い手となり、1895年5月には大韓帝国第2代内閣総理大臣となったが、8月には内部大臣に転じ、高宗]の摂政を務めたが、乙未事変で閔妃が殺害されると政界を去った。1896年に親露派政権が成立すると、再び内部大臣に就任し、議政府参政などを歴任し、1898年に独立協会の改革運動が高揚した時期には改革派と目された。1904年に度支部大臣を務め、正一品に昇進したあとは、宮内府高官となったが、翌年に病死した。
著書に『朴定陽全集』がある。